# Católico Evangélico

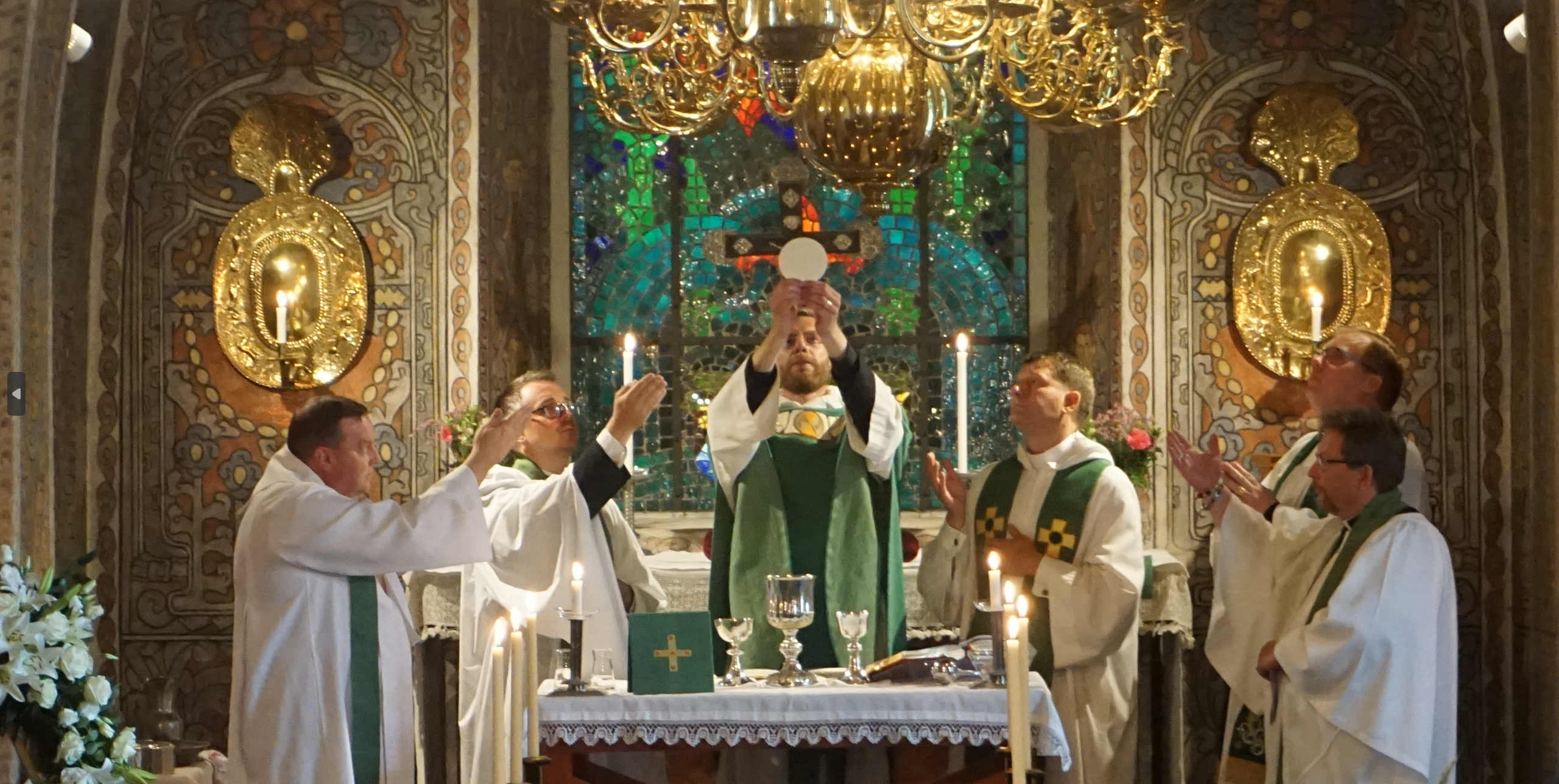
Pastores luteranos consagram e elevam uma hóstia um culto em uma igreja com perfil Evangélico Católico/High Church na Igreja da Suécia

O termo Católico Evangélico (de católico significa universal e evangélico significa centrado no Evangelho) ou ainda Católico Augustano (da latinização de Augsburgo, referindo-se à Confissão de Augsburgo) é usado no Luteranismo como um movimento interno que enfatiza a catolicidade do Luteranismo histórico na liturgia (como a Missa, conhecido no luteranismo como o Gottesdienst, ou Serviço Divino), crenças (como a virgindade perpétua de Maria), práticas (como a genuflexão) e doutrinas (como a sucessão apostólica). Os católicos evangélicos ensinam que o luteranismo, na sua essência, "é profunda e fundamentalmente católico". A maioria do clero e paróquias luteranas católicas evangélicas são membros de denominações luteranas tradicionais (como a Igreja da Suécia), embora o movimento esteja em crescimento em igrejas menos tradicionais ao redor do mundo. Existem vários apostolados e ordens religiosas que anunciam os princípios católicos evangélicos dentro do luteranismo.
Esse movimento relacionado ao movimento da "luteranismo de Alta Igreja" que visam enfatizar e restaurar práticas litúrgicas tradicionais ao luteranismo, e é análogo ao termo High Church e ao movimento anglocatólico do Anglicanismo. Muitos luteranos têm crenças que seriam caracterizadas como sendo "Católicos Evangélicos", mas preferem ser chamados simplesmente de "luteranos", pois consideram a natureza católica do luteranismo inerente ao luteranismo e preferem enfatizar a unidade dentro do luteranismo como um todo.

## Luteranismo Católico Evangélico

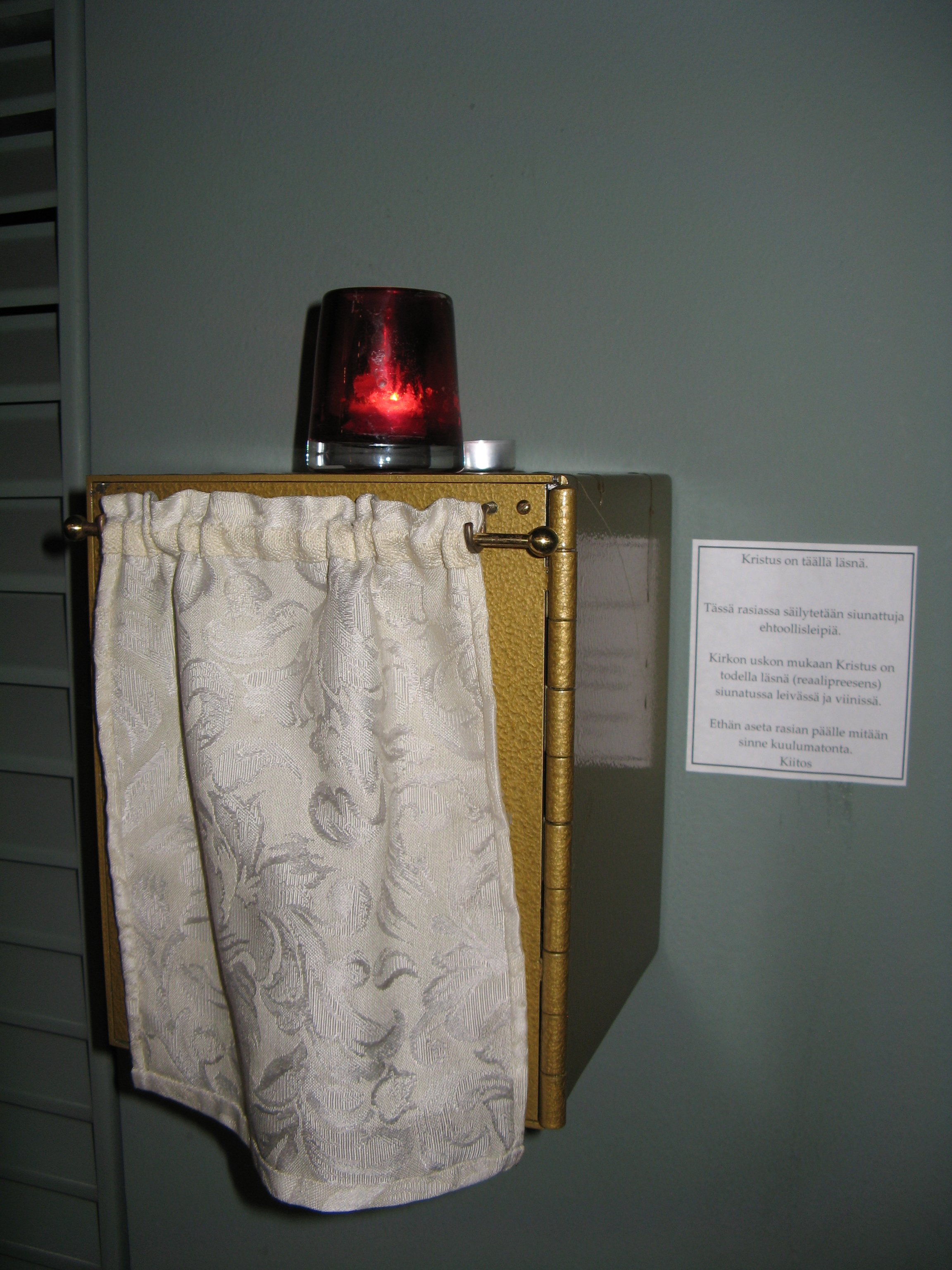
Um Sacrário (ou tabernáculo), um pequeno cofre para depositar a Hóstia e vinho para a Santa ceia na Igreja Luterana Mikael Agricola em Helsinque, justaposto a uma lâmpada do presbitério e uma nota sobre a presença real

### Confissão de Augsburgo como documento católico
A Confissão de Augsburgo encontrada no Livro de Concórdia, um compêndio de crenças das igrejas luteranas, ensina que "a fé confessada por Lutero e seus seguidores não é nada nova, mas a verdadeira fé católica, e que suas igrejas representam a verdadeira igreja católica ou universal". Quando os luteranos apresentaram a Confissão de Augsburgo ao Imperador do Sacro Império Romando Carlos V em 1530, eles acreditavam que ela "mostrava que cada artigo de fé e prática era fiel, antes de tudo, à Sagrada Escritura e, depois, também aos ensinamentos dos Padres da Igreja e dos Concílios".

A Confissão de Augsburgo afirma ainda que:
... uma só Igreja santa deve continuar para sempre. A Igreja é a congregação dos santos, na qual o Evangelho é corretamente ensinado e os Sacramentos são corretamente administrados.

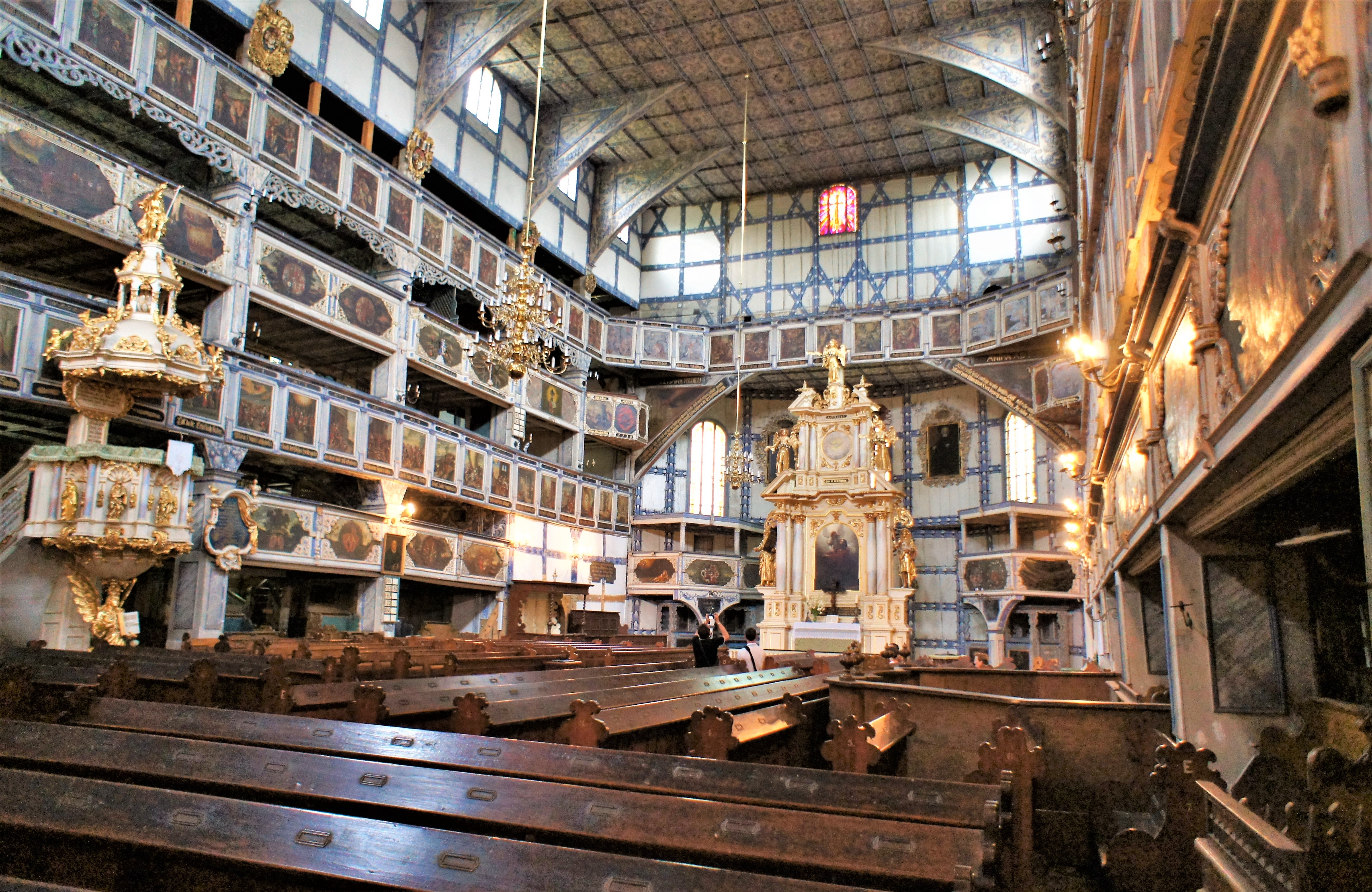
Interior da Igreja da Paz em Jawor na Polônia, parte da Igreja Evangélica da Confissão de Augsburgo na Polônia

No luteranismo, o termo católico evangélico ou católico augustano  ("augustano" sendo a latinização de Augsburgo) tem um significado específico. O protestantismo luterano difere historicamente da maioria dos outros tipos de protestantismo, pois o luteranismo é a única denominação protestante histórica que confessa a crença em três sacramentos : regeneração no Santo Batismo, Confissão como sacramento da Absolvição e a Presença Real de Cristo na Sagrada Eucaristia. No anglicanismo e no metodismo, duas outras tradições protestantes, também houve um sacramentalismo semelhante ao do luteranismo ortodoxo, especialmente no movimento da alta igreja. O Livro da Concórdia afirma, contrariamente à crença dos “entusiastas”, que a salvação só pode ser recebida através dos meios da graça: a Palavra de Deus e os sacramentos. A Confissão de Augsburgo enfatiza que "na doutrina e nas cerimônias nada foi recebido de nossa parte contra as Escrituras ou a Igreja Católica". O artigo XXIV da Confissão de Augsburgo "Da Missa" afirma: "Falsamente nossas igrejas são acusadas de abolir a Missa; pois a Missa é mantida entre nós e celebrada com a mais alta reverência". Alguns órgãos da igreja luterana afirmam também ter mantido o episcopado histórico e a sucessão apostólica . A característica evangélica do luteranismo é a justificação pela fé, conforme definida pela doutrina da Lei e pelo Evangelho e a doutrina simul iustus et peccator ("simultaneamente Santo e Pecador"). O termo evangélico tem origem e significado diferentes no luteranismo do que no "evangelicalismo". Em alemão, há uma diferença entre evangelisch e evangelikal ; em sueco semelhantemente, há uma diferença correspondente entre evangelisk e evangelikal. Na tradição luterana, evangélico (evangelisch) refere-se ao evangelho, com o significado específico de "centrado na graça", sendo assim, o oposto de evangélico não seria “católico” ou “liberal”, mas "legalista".

### Monasticismo luterano

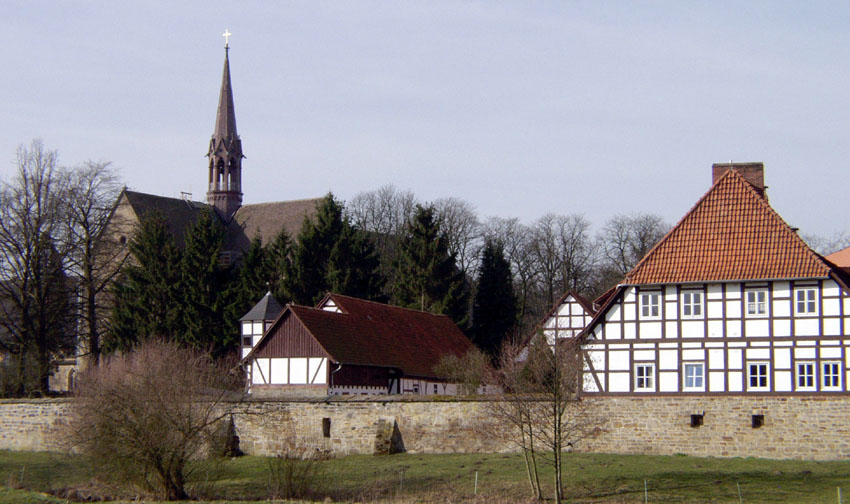
A Abadia de Loccum na Alemanha continuou como um mosteiro luterano desde o século XVI d.C.

Os católicos evangélicos de orientação luterana prezam a prática do monaquismo cristão; após a Reforma, muitos mosteiros e conventos adotaram a fé luterana e continuaram a vida religiosa, incluindo oblatos leigos. Exemplos incluem mosteiros como a Abadia de Amelungsborn perto de Negenborn e a Abadia de Loccum em Rehburg-Loccum, bem como conventos como a Abadia de Ebstorf perto da cidade de Uelzen e a Abadia de Bursfelde em Bursfelde.

### Arte sacra no luteranismo

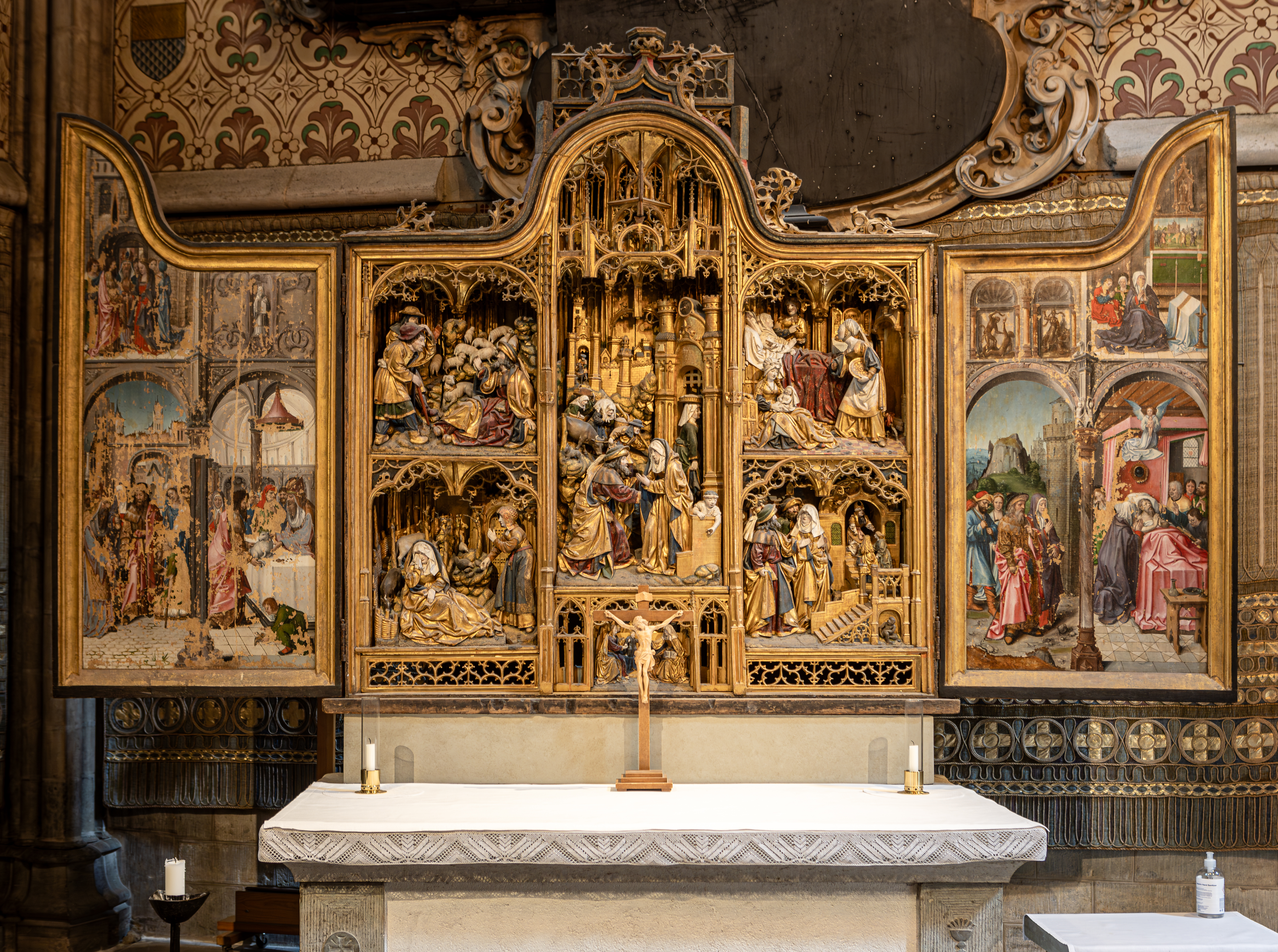
Peça de Altar na Catedral de Uppsala

Os luteranos tinham visões diferentes em relação às imagens religiosas do que os cristãos reformados. Martinho Lutero na Alemanha permitiu e encorajou a exibição de imagens religiosas nas igrejas, vendo a Igreja Evangélica Luterana como uma continuação da "antiga igreja apostólica". Retábulos luteranos como a Última Ceia de Cranach, o Jovem, foram produzidos na Alemanha, especialmente pelo amigo de Lutero, Lucas Cranach, para substituir os católicos, muitas vezes contendo retratos de importantes reformadores como os apóstolos ou outros protagonistas, mas mantendo a representação tradicional de Jesus. Como tal, "o culto luterano tornou-se uma coreografia ritual complexa ambientada no interior de uma igreja ricamente mobilada". Os luteranos empregavam orgulhosamente o uso do crucifixo, pois destacava a sua elevada visão da teologia da Cruz. Surgiram histórias de imagens “indestrutíveis” de Lutero que sobreviveram a incêndios por intervenção divina. Assim, para os luteranos, "a Reforma renovou, em vez de remover, a imagem religiosa". Como tal, "os locais de culto luteranos contêm imagens e esculturas não só de Cristo, mas também de santos bíblicos e, ocasionalmente, de outros santos, bem como púlpitos decorados proeminentes devido à importância da pregação, vitrais, mobiliário ornamentado, exemplos magníficos de arquitetura tradicional e moderna, peças de altar esculpidas ou embelezadas de outra forma, e uso liberal de velas no altar e em outros locais".
Os luteranos defenderam firmemente a sua arte sacra existente de uma nova onda de iconoclastia dos Reformados/Calvinistas sobre luterana na segunda metade do século, quando os governantes reformados ou as autoridades da cidade tentaram impor a sua vontade às populações luteranas na "Segunda Reforma" de cerca de 1560-1619. Nos Países Baixos em 1566 ouve uma grande e muito desordenada onda de destruição de imagens e acessórios de igrejas por grupos calvinistas, que ficou conhecido como a Beeldenstorm. Esta campanha de iconoclastia reformada “provocou tumultos em retaliação por parte de multidões luteranas” na Alemanha e “antagonizou os vizinhos ortodoxos orientais” na região do Báltico.

### Mariologia

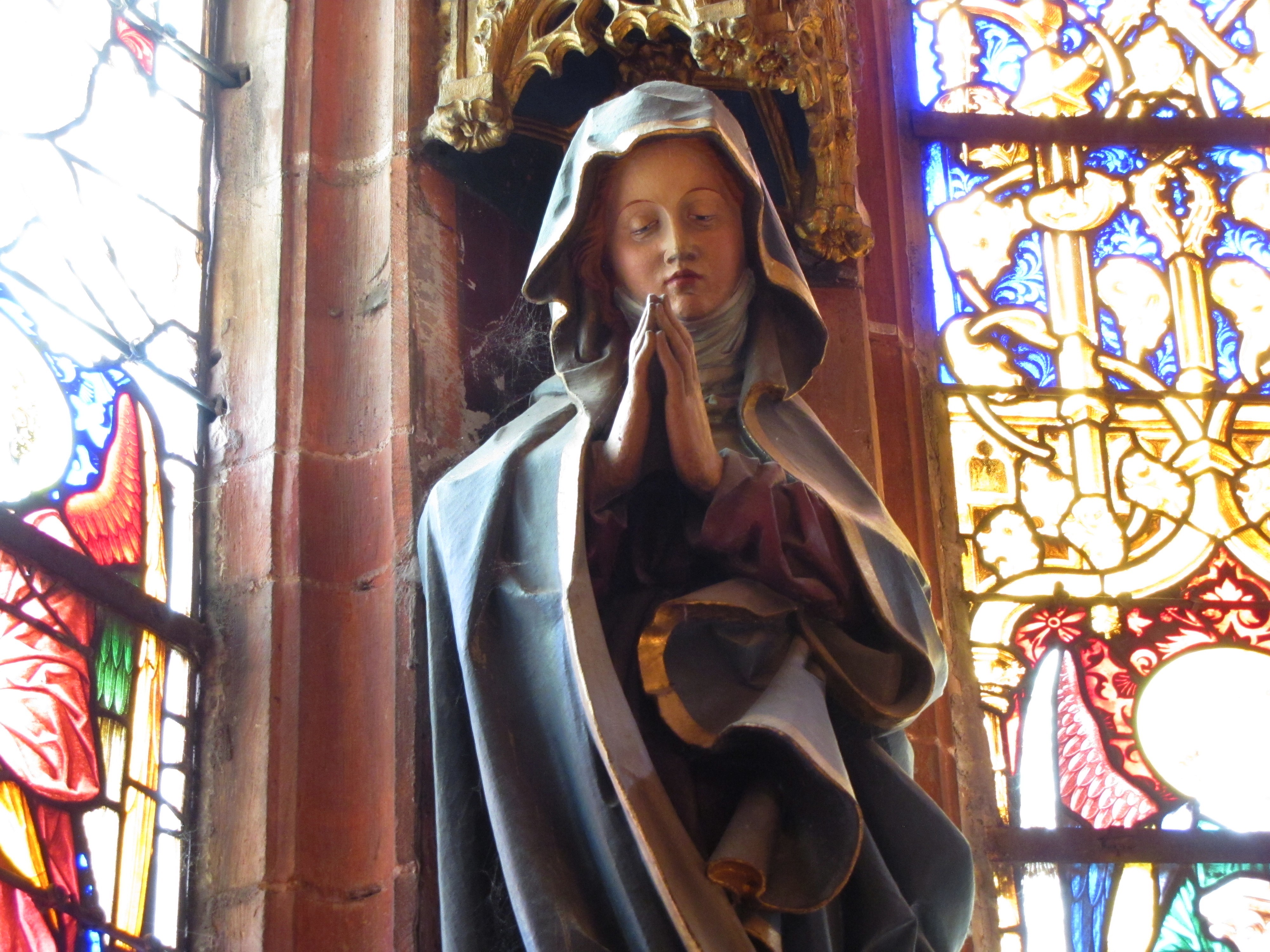
Uma estátua de Maria na igreja luterana de Saint-Pierre-le-Jeune em Estrasburgo

A Mariologia Luterana é informada pela Confissão de Augsburgo e honra Maria como "a mais abençoada Mãe de Deus, a mais abençoada Virgem Maria, a Mãe de Cristo" e "a Rainha do Céu". Os Artigos de Esmalcalda, uma das confissão de fé das igrejas luteranas dento do Livro de Concórdia, afirmam a doutrina da virgindade perpétua de Maria. Os luteranos de orientação evangélica católica tendem a enfatizar uma continuidade com essas crenças pré-reforma que têm sido defendidas por muitos teólogos luteranos desde o próprio Martinho Lutero. Como um sinal de reverência e devoção à Virgem Maria, Martinho Lutero defendeu o uso da versão original da oração Ave Maria antes de ser modificada no Concílio de Trento da Igreja Católica Romana (ou seja, "Ave Maria, cheia de graça, o Senhor é contigo. Bendita és tu entre as mulheres e bendito é o fruto do teu ventre, Jesus.").  O Betbüchlein (Livro de Orações) de 1522 manteve a Ave Maria.

### Governo episcopal e sucessão apostólica

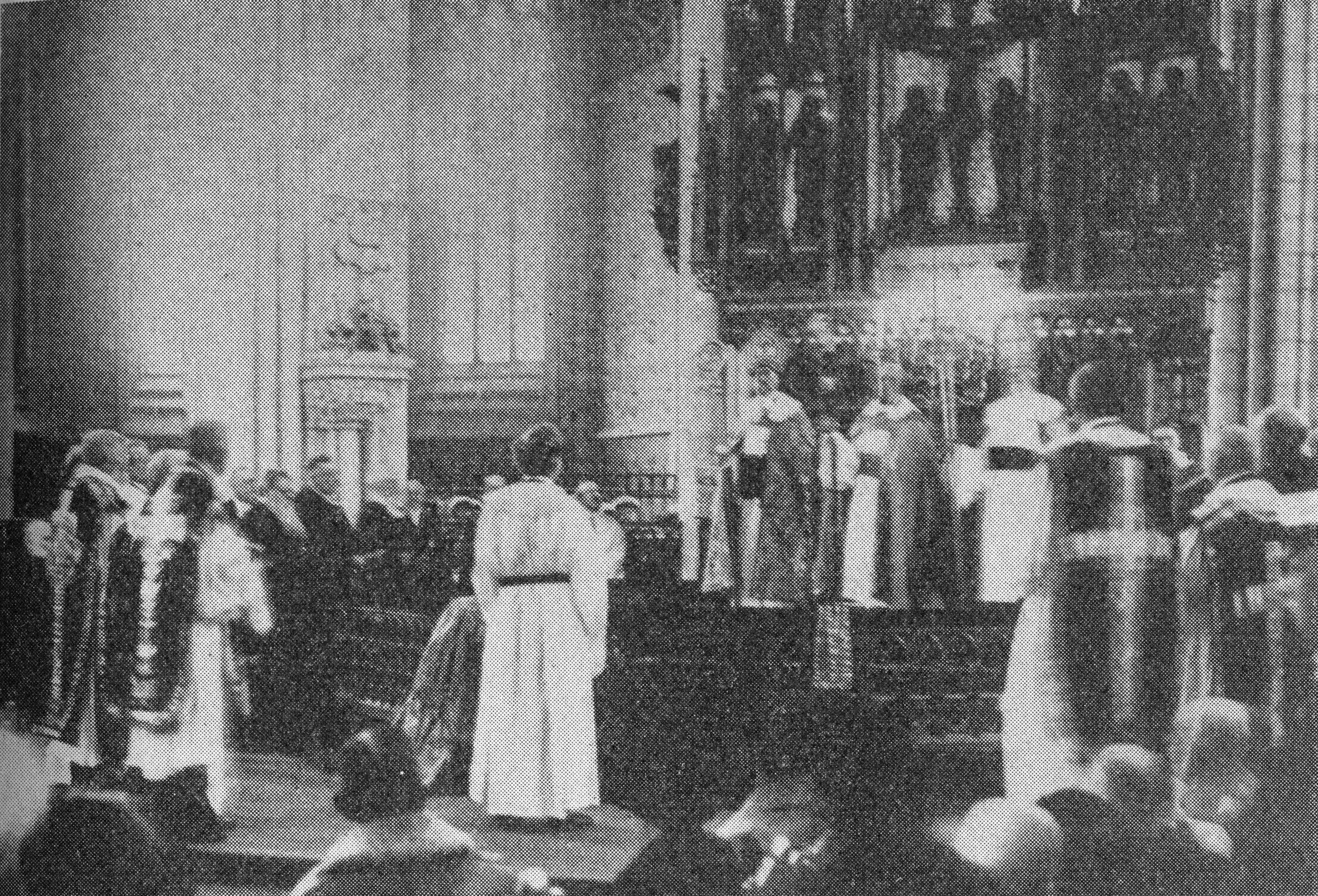
Nathan Söderblom é ordenado arcebispo da Igreja da Suécia, 1914.

Tradições, como o governo episcopal e a sucessão apostólica, também são mantidas e vistas como essenciais pelos luteranos católicos-evangelicos. A Igreja da Suécia, por exemplo, ensina que "Uma vez que esta ordenança foi muito útil e, sem dúvida, procedeu do Espírito Santo, foi geralmente aprovada e aceita em toda a cristandade... Pertence ao ofício do Bispo que ele, em sua diocese, ordene e governe com os padres, e faça tudo o mais que for necessário." A Igreja Evangélica Luterana da Finlândia e a Igreja da Suécia continuam a sucessão apostólica de bispos que ordenam padres por meio da Imposição de mãos.

## Outras tradições cristãs
Além de seu uso no luteranismo, evangélico católico pode se referir de várias maneiras a:
- Protestantes evangélicos que se consideram católicos no sentido de que se identificam com a Igreja Cristã histórica. Eles acreditam que os primeiros concílios gerais e a Reforma Protestante foram ambos parte da iluminação progressiva do Espírito Santo.
- Os católicos romanos, em continuidade com a longa tradição da Igreja e fortalecidos pela proclamada Nova Evangelização do Papa Bento XVI, enfatizam a centralidade e a universalidade salvífica do evangelho de Jesus Cristo e a necessidade de proclamá-lo, identificando-se de muitas maneiras com o movimento evangélico.

### Igreja católica
Conforme usado pela Igreja Católica Romana, o termo católico evangélico se refere aos católicos romanos em plena comunhão com a Santa Sé em Roma e que possuem as quatro características do evangelicalismo. A primeira é uma forte ênfase teológica e devocional nas escrituras cristãs, muitas vezes defendendo uma posição prima scriptura (semelhante a Sola scriptura, mas com a autoridade da Igreja mantida). Em segundo lugar, os católicos evangélicos enfatizam a justificação somente pela fé. A necessidade pessoal de conversão interior é a terceira marca definidora e, consequentemente, a quarta é um profundo compromisso com a evangelização.

### Catolicismo Antigo, Metodismo e Cristianismo Reformado
Nos últimos anos, o termo Evangélico Católico foi adotado por elementos da alta igreja das igrejas Metodistas e Reformadas. Isso é especialmente apropriado entre os reformados, dado que um dos usos mais antigos documentados do termo é de John Williamson Nevin e Philip Schaff, durante seus esforços (aproximadamente de 1841 em diante) para renovar a teologia da Igreja Reformada Alemã nos Estados Unidos.